# Kökirim
Der Kökirim (kirgisisch Көкирим; russisch Кёк-Ирим) ist ein linker Nebenfluss des Naryn in Kirgisistan (Zentralasien).
Der Kökirim entspringt an der Ostflanke des Ferghanagebirges. Er fließt in östlicher Richtung durch das Bergland. Später wendet er sich nach Nordosten und trifft 5 km nordwestlich von Kasarman von Südwesten kommend auf den nach Nordwesten strömenden Naryn. Am Unterlauf liegen die Siedlungen Aral und Birdik. Ein Höhenzug trennt das Einzugsgebiet des Kökirim von dem der weiter östlich verlaufenden Alabuga. Der Kökirim hat eine Länge von 51 km. Er entwässert ein Areal von 1720 km². Der mittlere Abfluss beträgt 21,8 m³/s.